# Rondò K 511
Il rondò in La minore K 511 per pianoforte è stato composto da Wolfgang Amadeus Mozart nella primavera del 1787 a Vienna.
Siamo nel periodo in cui il compositore stava completando Le nozze di Figaro e aveva raggiunto la maturazione artistica; nel pezzo in esame Mozart sperimenta nuove forme di linguaggio musicale in cui troviamo atmosfere preromantiche. Nella parte centrale ci pare di intravedere Schubert mentre nel finale non mancano echi della musica che sarà di Schumann.
Mozart rinuncia in questo pezzo alla varietà di idee che caratterizzavano le sue composizioni e si pone piuttosto l'obiettivo di una coerenza d'insieme e l'indagine dei propri sentimenti più intimi, nel non risolto conflitto tra passionalità e fatalità. Il compositore si allontana dai brani precedentemente scritti per pianoforte, per avvicinarsi a una scrittura strumentale in cui il pianoforte non esibisce virtuosismo ma descrive sentimenti.
Dobbiamo ricordare che Mozart nel manoscritto non parla di rondò ma di andante, forse consapevole della distanza che separava i rondò galanti allora in voga da quanto aveva composto; ma di un rondò si tratta se ne analizziamo la struttura, il cui tema principale viene ripreso più volte (quasi un refrain) ma con una intensità cromatica, una raffinatezza contrappuntistica, una introspezione, piccole divagazioni e incisi che stravolgono l'atteso carattere "disimpegnato" per giungere invece a toccare le corde più sensibili dell'animo.